# إدوارد هافليسيك
إدوارد هافليسيك (بالألمانية: Eduard Havlicek)‏ هو لاعب كرة قدم ومدرب كرة قدم نمساوي، ولد في القرن 20 في الإمبراطورية النمساوية المجرية. لعب مع فيرست فيينا.